# Adolf Schumann

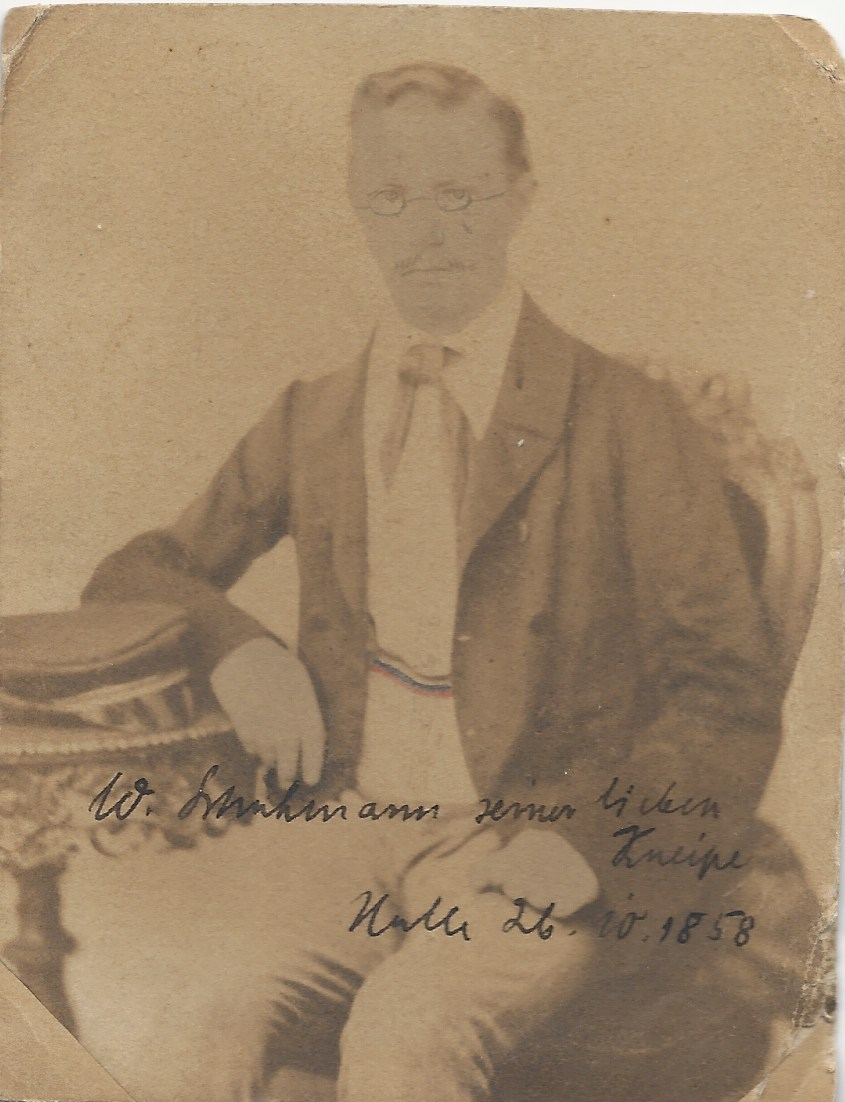
Adolf Schumann als Hallenser Neupreuße, vor 1859

Adolf Schumann (* 25. Juni 1838 in Brandenburg an der Havel; † 15. Januar 1895 in Gries am Brenner) war ein deutscher Mathematiklehrer in Berlin.

## Leben
Schumann besuchte die Saldria in Brandenburg und bestand Ostern 1858 das Abitur. Er begann an der Friedrichs-Universität Mathematik und Naturwissenschaften zu studieren und wurde im Philologencorps Neoborussia Halle aktiv. Als Inaktiver wechselte er an die Friedrich-Wilhelms-Universität zu Berlin, die ihn 1861 zum Dr. phil. promovierte. Im Oktober 1861 begann er den Schuldienst als wissenschaftlicher Hilfslehrer und Probekandidat am Königlichen Wilhelms-Gymnasium in Berlin. Im Monat darauf legte er das Staatsexamen für den Unterricht an höheren Lehranstalten vor der Kgl. wissenschaftlichen Prüfungskommission in Berlin ab. 1862/63 vertrat er einen erkrankten Lehrer am Gymnasium seiner Heimatstadt. Zum 1. April 1863 erhielt er in Berlin eine ordentliche Lehrerstelle an der Luisenstädtischen Realschule. Am 1. April 1867 wurde er dort zum Oberlehrer befördert. Bei Gründung des Askanischen Gymnasiums in eine Oberlehrerstelle berufen und zum  Gymnasialprofessor ernannt, starb er im Alter von 56 Jahren.

## Veröffentlichungen
- Untersuchungen über Fußpunktflächen. Brandenburg 1863.
- Geometrische Untersuchungen über Maxima und Minima von Figuren, welche einer Ellipse und einem Ellipsoide ein- und umgeschrieben sind. Berlin 1864.
- Beziehungen zwischen Flächen im Zusammenhange mit dem Krümmungsschwerpunkte von Kurven. Berlin 1867.
- Ein Beweis des Additionstheorems für die hyperelliptischen Integrale. Math. Annalen 1874.
- Die Steinerschen Kreisreihen und ihre Beziehung zum Ponceletschen Schließungstheorem. Berlin 1883.